# Lawunuia
Le lawunuia (ou nagarege ou nagarige ou naghareghe ou piva) est une des langues de Nouvelle-Irlande, parlée par 550 locuteurs, dans la province de Bougainville, près de la rivière Piva. Elle comporte un dialecte, l'amun.